# TvN
tvN (Total Variety Network) je južnokorejski kabelski televizijski kanal u vlasništvu CJ ENM. Njegov program sastoji se od različitih zabavnih sadržaja, fokusiranih na televizijske serije i estrade.